# 브루크안데어라이타

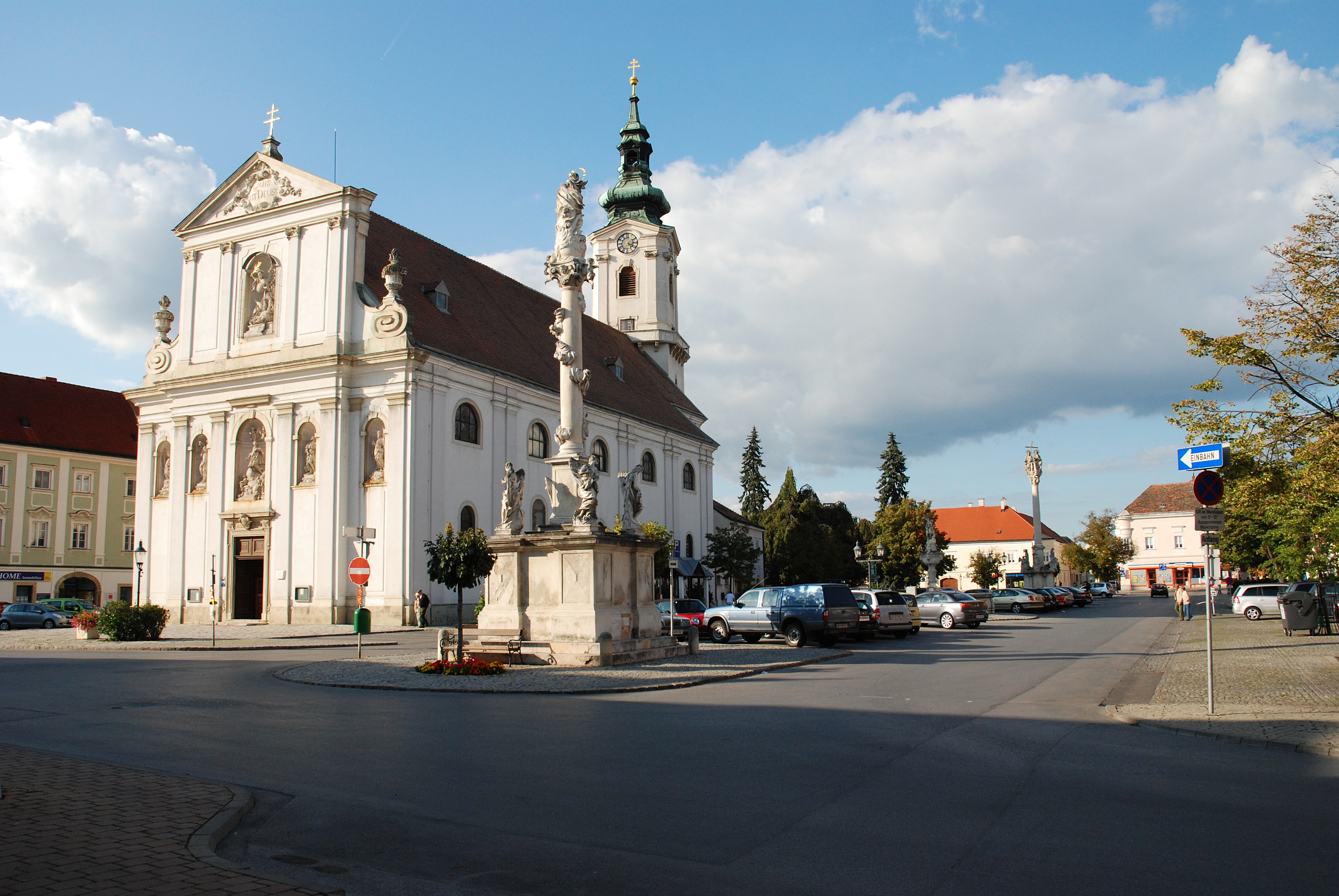
브루크안데어라이타 광장과 교회

브루크안데어라이타(독일어: Bruck an der Leitha)는 오스트리아 니더외스터라이히주에 위치한 도시로 면적은 23.81km2, 높이는 156m, 인구는 7,890명(2016년 1월 1일 기준), 인구 밀도는 330명/km2이다.
도시 이름은 독일어로 "라이타강의 다리"를 뜻한다. 제1차 세계 대전 이후에 체결된 생제르맹 조약, 트리아농 조약에 따라 옛 헝가리 서부 영토가 오스트리아에 양도되는 과정에서 브루크노이도르프가 부르겐란트주에 편입되면서 신설되었다.

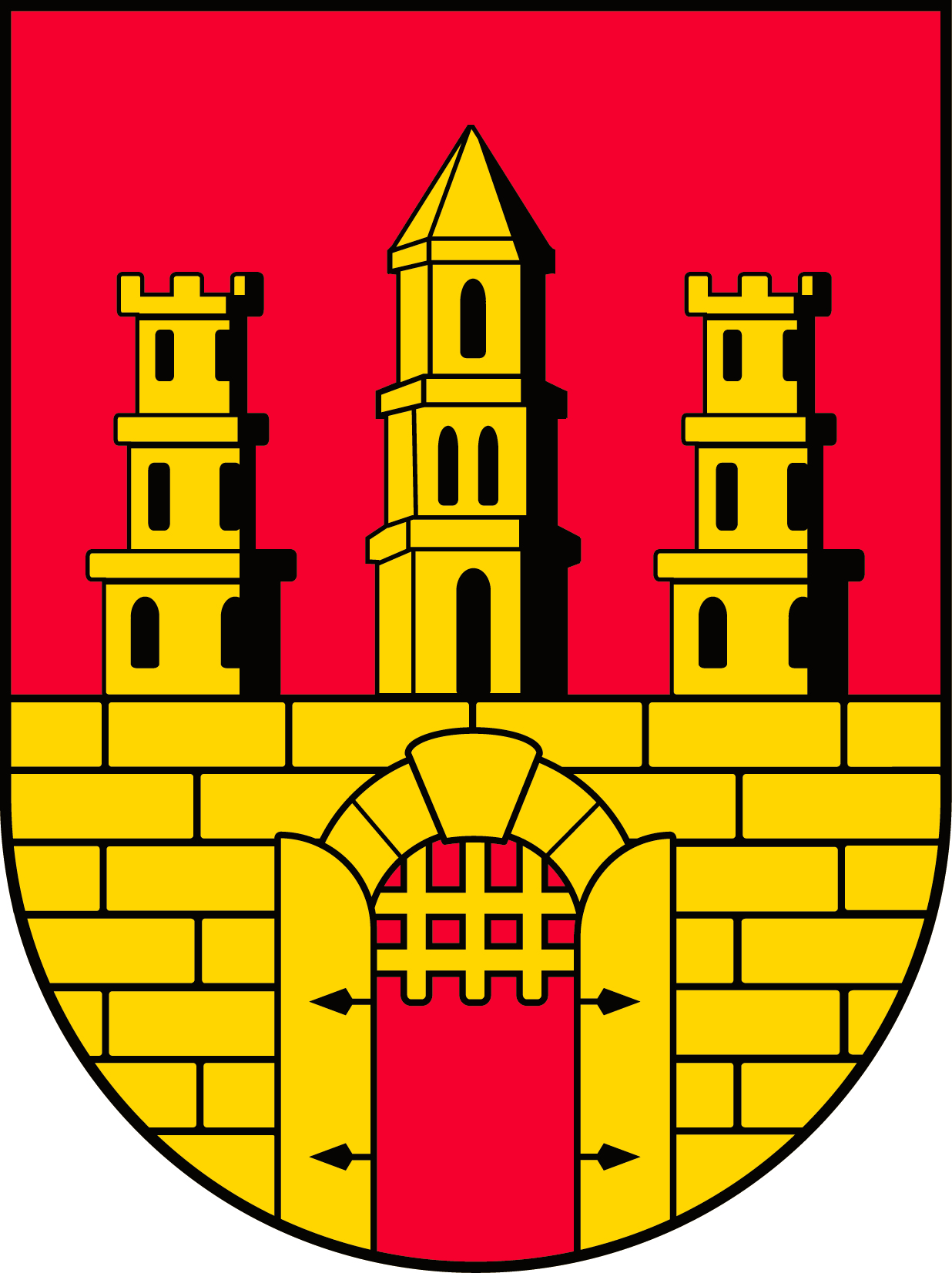
시 문장

## 같이 보기
- 브루크노이도르프
- 트란스라이타니아